# Hagyárosbörönd
Hagyárosbörönd ist eine ungarische Gemeinde im Kreis Zalaegerszeg im Komitat Zala. Die heutige Gemeinde entstand im Dezember 1941 durch den Zusammenschluss der Orte Börönd und Hagyáros.

## Geografische Lage
Hagyárosbörönd liegt gut 13 Kilometer nordwestlich der Kreisstadt Zalaegerszeg. Die Ortsteile Börönd und Hagyáros der Gemeinde liegen ein Kilometer voneinander entfernt, getrennt durch den Fluss Hagyárosi-patak.  Nachbargemeinden sind Ozmánbük, Bagod und Zalaszentgyörgy.

## Sehenswürdigkeiten
- Hölzerner Glockenturm
- Römisch-katholische Kirche Urunk színeváltozása, erbaut 1844, renoviert 2000

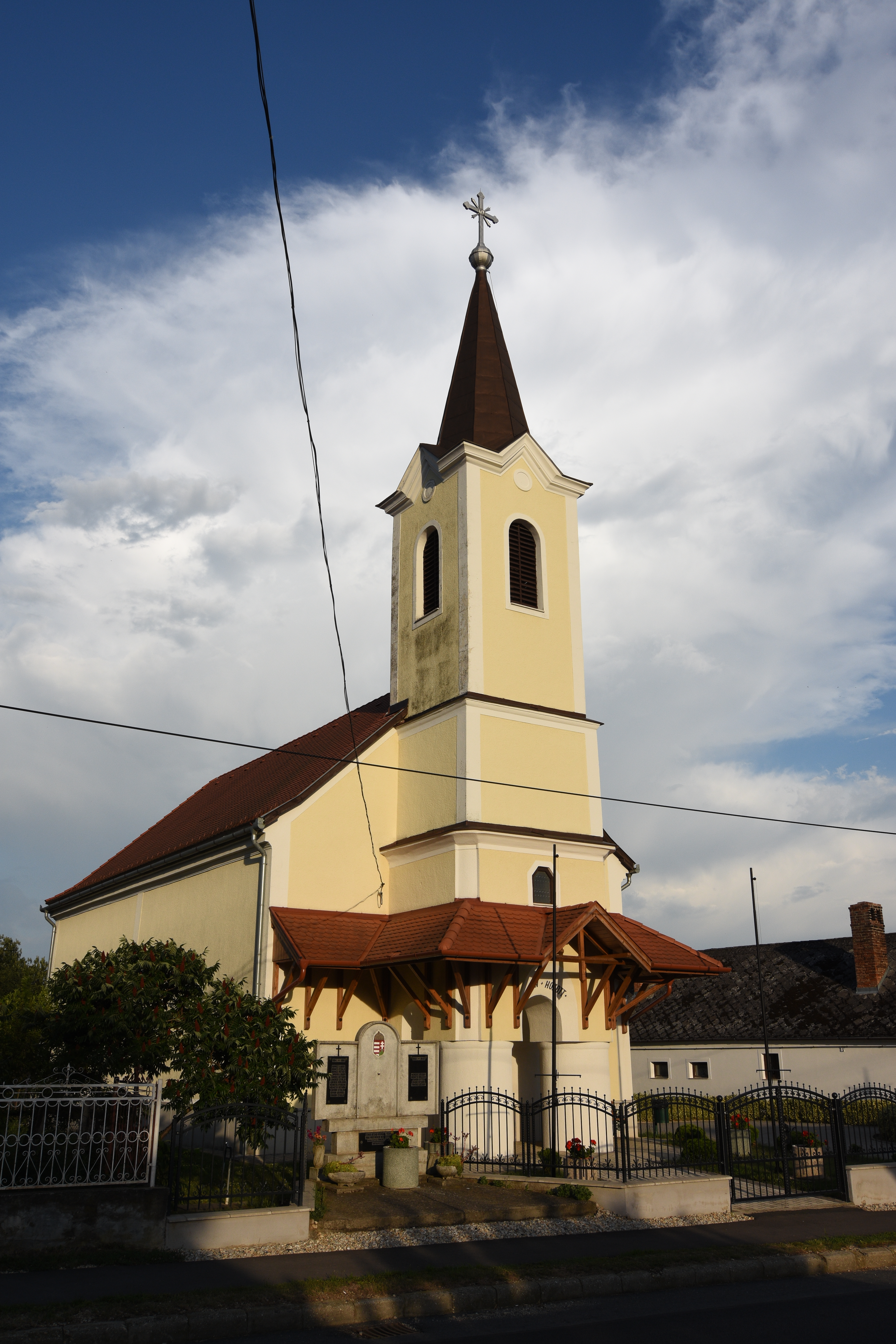
Römisch-katholische Kirche Urunk színeváltozása

## Infrastruktur
Im Ort gibt es Bücherei, Kulturhaus, hausärztlichen Dienst, mobile Post, einen Gemischtwarenladen, Bürgermeisteramt, eine Kirche sowie Sporthalle und Sportplatz. 2008 wurde eine Werkstatt für traditionelle Holzbearbeitung gegründet, deren Ziel es ist, die Arbeitsprozesse und Methoden der Holzbearbeitung von der Vorgeschichte bis zur Gegenwart zu zeigen, die von Tischlern, Küfern, Holzschnitzern und Drechslern ausgeübt wurden.

## Verkehr
Durch Hagyárosbörönd verläuft die Hauptstraße Nr. 76. Es bestehen Busverbindungen über Bagod nach Zalaegerszeg und nach Ozmánbük. Der nächstgelegene Bahnhof befindet sich gut fünf Kilometer südöstlich in Bagod.